# Сиволобов (хутор)
Сиволобов — хутор в Обливском районе Ростовской области.
Входит в состав Солонецкого сельского поселения.

## География

### Улицы
| - ул. Дружбы, - ул. Комсомольская, - ул. Мира, - ул. Молодёжная, - ул. Советская, | - ул. Степная, - ул. Центральная, - ул. Школьная, - пер. Восточный, - пер. Дальний, | - пер. Заречный, - пер. Казачий, - пер. Кленовый, - пер. Садовый, - пер. Терновый. |

## Население
| 2010 |
| ---- |
| 408  |